# دیاماندا گالاس
دیاماندا گالاس (متولد ۲۹ اوت ۱۹۵۵) نوازنده و هنرمند تجسمی آمریکایی است. تعهد وی در پرداختن به موضوعات اجتماعی و مشارکت در اقدامات جمعی باعث شده تا وی بر موضوعات متنوعی مانند اپیدمی ایدز، بیماری‌های روانی، ناامیدی، از دست دادن عزت و همچنین بی عدالتی سیاسی، تجدیدنظرطلبی تاریخی و جنایات جنگی تمرکز گردد. گالاس به ویژه برای صدای خود - سوپرانو اسفوگاتو - توجه مطبوعات را به خود جلب کرده‌است.
گالاس به عنوان آهنگساز، پیانیست، ارگانیست و هنرمند اجرا، کارهای اصلی خود را ارائه داده‌است، اما در اجراهای زنده او آثاری از موسیقی دانان دیگر مانند آهنگسازان آوانگارد یانیس زناکیس و وینکو گلوبوکار، نوازنده جاز بابی برادفورد و همکاری با ساکسوفونیست جان زورن، گروه‌های Recoil و ایریژر و باسیست گروه لد زپلین، جان پل جونز دیده می‌شود.

## زمینه و تحصیلات
گالاس از مادری یونانی-آمریکایی از دوور، نیوهمپشایر، و پدری مصری-آمریکایی از لین، ماساچوست، در سن دیگو، کالیفرنیا، متولد و بزرگ شد. وی با فرهنگ ارتدوکس رشده یافته اما خود را اگنوستیک می‌دانستند. اجداد یونانی پدرش از اسمیرنا، پونتوس و خیوس بودند، در حالی که یکی از مادربزرگ‌های او مصری اهل اسکندریه بود.
اولین تماس گالاس با موسیقی در دوران کودکی در سن دیگو بود، جایی که پدر و مادرش در آنجا زندگی و به عنوان معلم کار می‌کردند. پدرش که مدیر کر گروه انجیل بود، از سه سالگی به او یاد داد که چگونه پیانو بنوازد، در حالی که بعداً او را با موسیقی کلاسیک ، سنت جاز نیواورلئان، ربتیکا و سایر آثار کلاسیک میراث یونانی و برخی استانداردهای بلوز آشنا کرد. در سن چهارده سالگی، او با اجرای گروه موسیقی پدرش، در سن دیگو، در حال اجرای برنامه‌های موسیقی بود و موسیقی یونانی و عربی را اجرا می‌کرد، و همچنین اولین اجرای خود را با سمفونیک سن دیگو به عنوان تکنواز کنسرتو پیانو شماره ۱ بتهوون انجام داده بود . .
گالاس و برادرش فیلیپ-دیمیتری از سنین پایین طعم ادبیات تاریک را پیدا کردند. الهامات آنها مارکی دو ساد، فردریش نیچه، آنتونین آرتو و ادگار آلن پو بودند.

## جوایز
در سال ۲۰۰۵، گالاس جایزه معتبر بین‌المللی شغلی Demetrio Stratos ایتالیا را دریافت کرد.

## فعالیت
در سال ۱۹۸۶، برادر گالاس، نمایشنامه نویس فیلیپ-دیمیتری گالاس، بر اثر ایدز درگذشت و این باعث الهام بخشیدن او به عضویت در گروه فعال ایدز ACT UP شد.